# Love (álbum de Ryuichi Kawamura)
Love é o primeiro álbum de estúdio do músico japonês Ryuichi Kawamura, lançado em 22 de novembro de 1997 pela Gai Records (Victor Entertainment). Foi lançado após Luna Sea, a banda em que Ryuichi é vocalista desde 1989, anunciar uma pausa em 1997 para que cada membro focasse em suas carreiras solo. Os singles presentes no álbum são "I love you", "Glass", seu single mais vendido, "Beat" e "Love is...", lançados no decorrer de 1997.

## Desempenho comercial e prêmios
Alcançou a primeira posição na Oricon Albums Chart vendendo mais de 1,021,000 de cópias na primeira semana, tornando Ryuichi o único artista solo masculino a vender mais de um milhão de cópias na primeira semana de lançamento na história das paradas da Oricon. Vendeu mais de 3,2 milhões de cópias no total, sendo assim, o álbum de um artista solo masculino mais vendido no Japão. No geral, foi o quarto álbum mais vendido em 1998 no Japão. Também chegou ao primeiro lugar na Billboard Japan.
Ganhou o prêmio de Álbum de Rock do Ano da Japan Gold Disc Awards e foi certificado disco 3x milhão pela RIAJ.

## Faixas
| N.º            | Título                                            | Duração |  |
| 1.             | "I love you"                                      | 5:11    |  |
| 2.             | "Suki" (好き)                                     | 4:42    |  |
| 3.             | "Namida Iro" (涙色)                               | 4:18    |  |
| 4.             | "Birthday"                                        | 2:48    |  |
| 5.             | "Love song"                                       | 3:44    |  |
| 6.             | "Beat"                                            | 4:23    |  |
| 7.             | "Chou Chou" (蝶々)                                | 5:42    |  |
| 8.             | "Love"                                            | 3:17    |  |
| 9.             | "Evolution"                                       | 4:01    |  |
| 10.            | "Chiisana na Hoshi" (小さな星)                    | 5:04    |  |
| 11.            | "Glass"                                           | 4:10    |  |
| 12.            | "Demo Sabishii Yoru Na..." (でも淋しい夜は。。。) | 4:30    |  |
| 13.            | "SE, TSU, NA"                                     | 4:00    |  |
| 14.            | "Love is..."                                      | 4:37    |  |
| 15.            | "Christmas"                                       | 4:37    |  |
| 16.            | "Hope"                                            | 7:09    |  |
| Duração total: | Duração total:                                    | 72:00   |  |